# Сили швидкого реагування

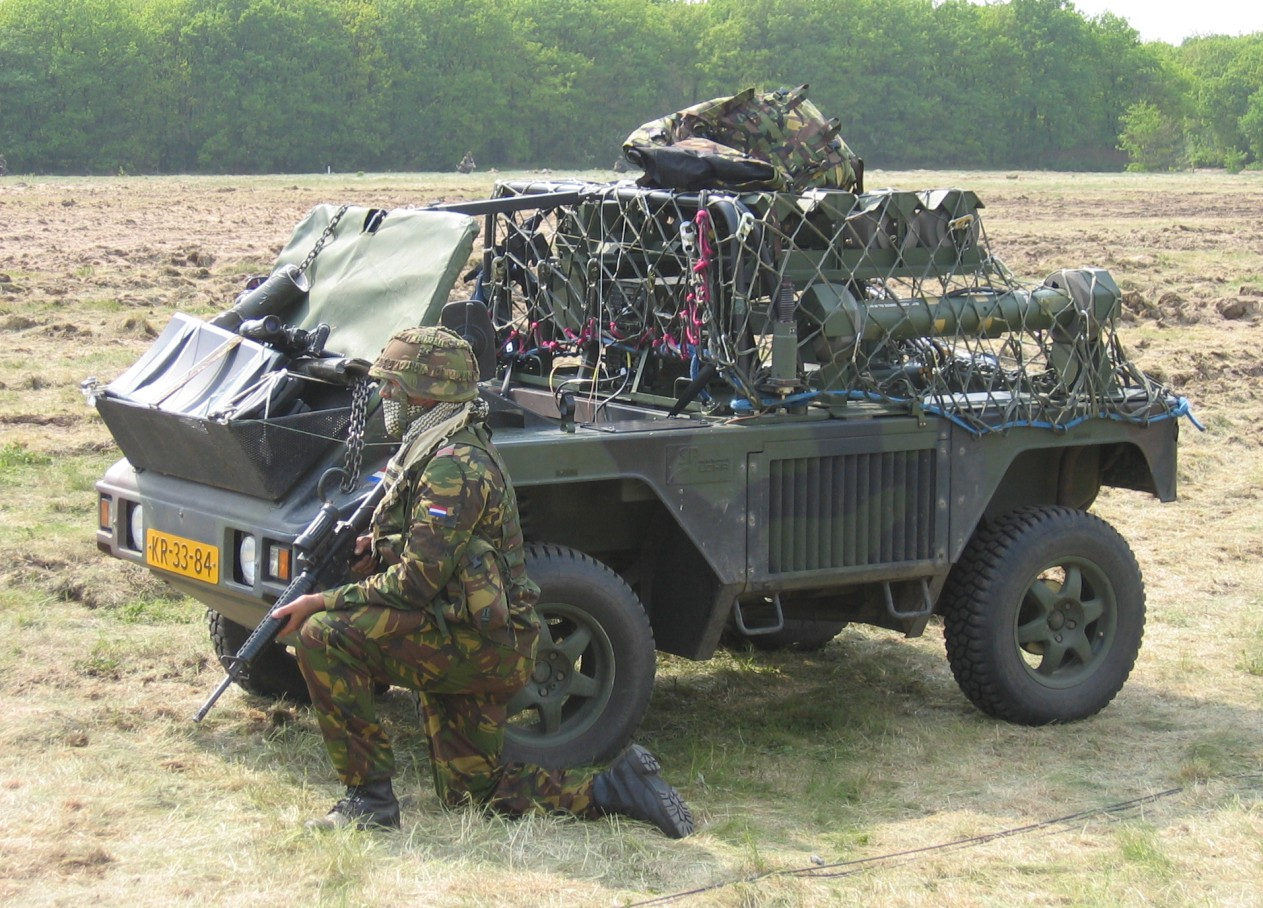
Автомобіль 11-ї аеромобільної бригади (Нідерланди)

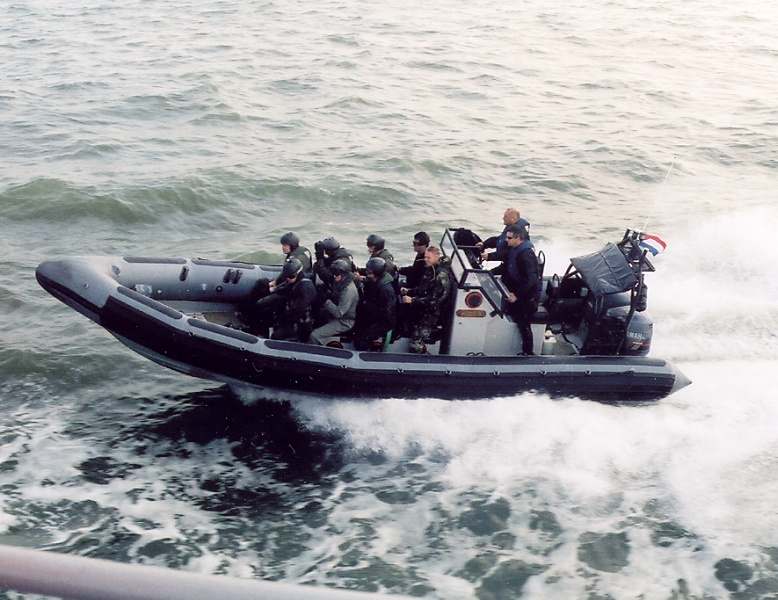
Морська піхота Нідерландів

Сили швидкого реагування — частина (експедиційна армія) збройних сил, призначена для вирішення завдань, які несподівано виникають у різних регіонах.
Такими силами зазвичай є повітряно-десантні війська, морська піхота, частини сухопутних військ підвищеної боєготовності, а також підрозділи спеціального призначення .
В районах оперативного призначення для таких сил зазвичай завчасно складують озброєння, матеріально-технічні засоби, обладнують аеродроми, причали, плацдарми, бази.

## формування
Відповідно до військової справи тієї чи іншої держави або країни до сил швидкого реагування зачисляють, наприклад, такі:
- Сили швидкого реагування ЗС Литви;
- Сили швидкого реагування ЗС Македонії;
- Сили швидкого реагування NATO (NATO Response Force, NRF).